# Drilonereis canadensis
Drilonereis canadensis är en ringmaskart som beskrevs av McIntosh 1903. Drilonereis canadensis ingår i släktet Drilonereis och familjen Oenonidae. Inga underarter finns listade i Catalogue of Life.